# Corina Freire

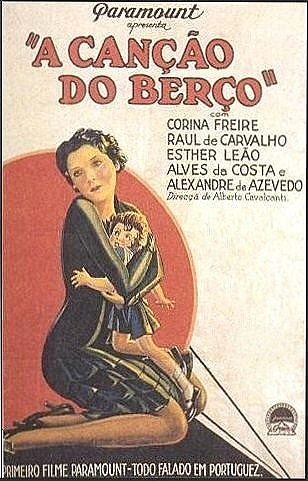
Cartaz do filme A Canção do Berço (1930) produzido pela Paramount Pictures e realizada pelo cineasta brasileiro Alberto Cavalcanti, com interpretações de Corina Freire, Esther Leão e Alexandre de Azevedo (versão adaptada do filme norte-americano Sarah and Son).

Corina Freire (Silves, 14 de dezembro de 1897 – Lisboa, 5 de outubro de 1986) foi uma cantora lírica soprano, atriz, professora de canto, compositora de marchas populares e empresária teatral portuguesa.

## Biografia
Nascida Corina Carlos Freire a 14 de dezembro de 1897 em Silves, no Algarve, era filha de João José Freire, farmacêutico e proprietário de terras, e de Bazília Nunes de Sousa, sendo apenas legitimada após estes se casarem a 19 de agosto de 1905. Crescendo no seio de uma família abastada, onde prevalecia o gosto pelas artes, foi-lhe permitido desenvolver, desde criança, a aprendizagem e o gosto pelo canto e pela música, sendo todos os seis filhos do casal Freire exímios violoncelistas, violinistas, guitarristas e pianistas. Com dez anos de idade, Corina integrou, como pianista, um grupo de música de câmara formado pelos seus irmãos e organizado pelo seu pai, que tocava rabecão, ingressando poucos anos depois no curso de piano do mestre Vianna da Mota no Conservatório de Música, tal como a sua irmã Albertina Freire, que concluiu os cursos de violino e piano com 20 valores em ambos os instrumentos.
Com apenas 17 anos de idade casou-se em Portimão, deixando temporariamente suspensos os seus planos de fazer carreira artística. Três anos depois, em 1921, findo o seu casamento, rumou a Lisboa, onde trabalhou como pianista e cantora na Casa Valentim de Carvalho. Descoberta por Alfredo Ferreira dos Anjos, 1º Conde de Fontalva, foi convidada para atuar como cantora lírica em recitais, onde cantava lied acompanhada pelo violinista espanhol Francisco Benetó e os pianistas Lourenço Varela Cid e Vianna da Mota.
Em 1927 estreou-se no teatro de revista com o vaudeville "Rosas de Portugal" da autoria de Silva Tavares, António Carneiro e José Romano, no Cine-Teatro Éden, integrando depois o elenco de várias peças, tais como "O Manjerico", "Fogo de Vista" e "Feira da Alegria" no Teatro da Avenida, ou "Chá de Parreira", "Balancé", "Arca de Noé", "Pega-me ao Colo" e "Rua da Paz", entre outras. A sua última aparição neste género foi em 1939 com a peça teatral "O Mar também tem amantes", cujos figurinos e cenários estavam a cargo do artista plástico António José Pinto de Campos.
Devido ao sucesso da sua performance na canção "Camélias de Sintra" da peça "A Rambóia" (1928), com a introdução do cinema sonoro em Portugal, Corina Freire foi convidada pela Paramount Pictures para viajar a Paris e ser a protagonista do primeiro filme sonoro português, uma versão portuguesa do filme de "Sarah and Son" (1930), sendo titulado "A Canção do Berço" (1930), contando no elenco com as performances de Raul de Carvalho, Esther Leão, Alves da Costa e Alexandre de Azevedo. Durante a mesma estadia, Corina Freire interpretou ainda o papel de protagonista na versão portuguesa de "The Laughing Lady" (1931) de Victor Schertzinger, conhecida como "A Dama que Ri", com realização de Jorge Infante (1931) e o mesmo elenco.
Em 1931, como empresária teatral, em parceria com António Macedo, lançou a peça de teatro de revista "O Mexilhão", no Teatro das Variedades, tornando-se famoso o dueto com Beatriz Costa, acompanhado pelo bailarino Francis Graça. Produziu ainda as revistas "A bola" (1931), "Pato marreco" (1931), com Beatriz Costa e Ema de Oliveira no elenco principal, e "Pirilau" (1932).
Disfrutando do seu sucesso e notoriedade, viajou pela Europa, onde em França, foi a vencedora do concurso Le plus beau sourire de Paris (O mais belo sorriso de Paris) em 1935, recebeu um contrato pelo Casino de Paris para representar e integrar o espetáculo "Parade du Monde", ao lado de Maurice Chevalier, e tornou-se na primeira portuguesa a atuar no Olympia de Paris. Durante esse período, começou uma relação amorosa com a escultora portuguesa Ana de Gonta Colaço, tendo viajado em conjunto para Tânger e Inglaterra, onde cantou, em 1936, para a corte inglesa e  Eduardo VIII, Príncipe de Gales, depois duque de Windsor. Partiu depois para o Brasil, onde viveu durante seis meses e fez diversas digressões pelo país. Em 1947 viajou novamente para o Brasil para atuar na rádio e na televisão.
Após se retirar dos palcos, por volta de 1940, em Portugal, dedicou-se à composição de marchas populares, sendo a autora da música "Lisboa Enamorada". Reconhecida com o segundo prémio no concurso Novos Compositores da Emissora Nacional, tornou-se também professora de canto ao dar aulas particulares, nomeadamente ao seu sobrinho-neto, António Calvário, e aos cantores Marco Paulo e Tonicha, entre outros.
Faleceu a 5 de outubro de 1986, em Lisboa, aos 88 anos, sendo sepultada no talhão dos artistas do Cemitério dos Prazeres, na mesma cidade.

## Filmografia
- A Canção do Berço (1930) - adaptação de Sarah and Son
- A Dama que Ri (1931) - adaptação de The Laughing Lady

## Homenagens
O seu nome faz parte da toponímia da cidade de Faro.